# Monts Ausons
Les monts Ausons (Monti Ausoni) sont un massif montagneux de l'Italie centrale appartenant à l'Anti-Apennin latin contenu exclusivement dans le Latium. Ils sont bordés au nord par les monts Lépins et au sud par les monts Aurunces.
À proximité de Pastena se trouvent les grottes du même nom.
Le 19 novembre 2008 a été instauré le parc régional Monti Ausoni e Lago di Fondi d'une superficie 12 909 ha.

## Toponymie
Les montagnes doivent leur nom à l'ancienne tribu des Ausons issue du peuple italique, appelé par les Romains Volsques : les monts Lépins, les monts Ausons et les monts Aurunces sont aussi appelés les monts Volsques ou la chaîne Volscienne.

## Principaux sommets
- Cima del Nibbio : 1 152 m
- Monte Calvo :  1 141 m
- Monte Calvilli : 1 116 m
- Monte delle Fate : 1 090 m
- Monte Schierano : 892 m
- Monte Cappello : 798 m